# Arrietara
La playa de Arrietara o Arriatera (a veces considerada como dos playas distintas, Arrietara y Atxabiribil) se sitúa en el municipio vizcaíno de Sopela, País Vasco (España). 
Es una playa con arena dorada y oscurada, rodeada por varios acantilados y la tercera más larga de Vizcaya, tras Baquio y la Arena.

## Área
- Bajamar: 134.684 m²
- Pleamar: 20.322 m²